# Lijst van administratieve eenheden in Thái Nguyên
Deze lijst bevat een overzicht van administratieve eenheden in Thái Nguyên (Vietnam).
De provincie Thái Nguyên ligt in het noorden van Vietnam. De oppervlakte van de provincie bedraagt 3546,6 km² en Thái Nguyên telt ruim 1.137.700 inwoners. Thái Nguyên is onderverdeeld in een stad, een thị xã en zeven huyện.

## Stad

### Thành phốThái Nguyên
- Phường Cam Giá
- Phường Đồng Quang
- Phường Gia Sàng
- Phường Hoàng Văn Thụ
- Phường Hương Sơn
- Phường Phan Đình Phùng
- Phường Phú Xá
- Phường Quán Triều
- Phường Quang Trung
- Phường Quang Vinh
- Phường Tân Lập
- Phường Tân Long
- Phường Tân Thành
- Phường Tân Thịnh
- Phường Thịnh Đán
- Phường Trung Thành
- Phường Trưng Vương
- Phường Túc Duyên
- Xã Cao Ngạn
- Xã Đồng Bẩm
- Xã Lương Sơn
- Xã Phúc Hà
- Xã Phúc Trìu
- Xã Phúc Xuân
- Xã Quyết Thắng
- Xã Tân Cương
- Xã Thịnh Đức
- Xã Tích Lương

## Thị xã

### Thị xã Sông Công
- Phường Cải Đan
- Phường Lương Châu
- Phường Mỏ Chè
- Phường Phố Cò
- Phường Thắng Lợi
- Xã Bá Xuyên
- Xã Bình Sơn
- Xã Tân Quang
- Xã Vinh Sơn

## Huyện

### Huyện Đại Từ
- Thị trấn Đại Từ
- Thị trấn Quân Chu
- Xã An Khánh
- Xã Bản Ngoại
- Xã Bình Thuận
- Xã Cát Nê
- Xã Cù Vân
- Xã Đức Lương
- Xã Hà Thượng
- Xã Hoàng Nông
- Xã Hùng Sơn
- Xã Khôi Kỳ
- Xã Ký Phú
- Xã La Bằng
- Xã Lục Ba
- Xã Minh Tiến
- Xã Mỹ Yên
- Xã Na Mao
- Xã Phú Cường
- Xã Phú Lạc
- Xã Phú Thịnh
- Xã Phú Xuyên
- Xã Phục Linh
- Xã Phúc Lương
- Xã Quân Chu
- Xã Tân Linh
- Xã Tân Thái
- Xã Tiên Hội
- Xã Vạn Thọ
- Xã Văn Yên
- Xã Yên Lãng

### Huyện Định Hóa
- Thị trấn Chợ Chu
- Xã Bảo Cường
- Xã Bảo Linh
- Xã Bình Thành
- Xã Bình Yên
- Xã Bộc Nhiêu
- Xã Điềm Mạc
- Xã Định Biên
- Xã Đồng Thịnh
- Xã Kim Phượng
- Xã Kim Sơn
- Xã Lam Vỹ
- Xã Linh Thông
- Xã Phú Đình
- Xã Phú Tiến
- Xã Phúc Chu
- Xã Phượng Tiến
- Xã Quy Kỳ
- Xã Sơn Phú
- Xã Tân Dương
- Xã Tân Thịnh
- Xã Thanh Định
- Xã Trung Hội
- Xã Trung Lương

### Huyện Đồng Hỷ
- Thị trấn Chùa Hang
- Thị trấn Sông Cầu
- Thị trấn Trại Cau
- Xã Cây Thị
- Xã Hoà Bình
- Xã Hóa Thượng
- Xã Hóa Trung
- Xã Hợp Tiến
- Xã Huống Thượng
- Xã Khe Mo
- Xã Linh Sơn
- Xã Minh Lập
- Xã Nam Hòa
- Xã Quang Sơn
- Xã Tân Lợi
- Xã Tân Long
- Xã Văn Hán
- Xã Văn Lăng

### Huyện Phổ Yên
- Thị trấn Ba Hàng
- Thị trấn Bắc Sơn
- Thị trấn Bãi Bông
- Xã Đắc Sơn
- Xã Đông Cao
- Xã Đồng Tiến
- Xã Hồng Tiến
- Xã Minh Đức
- Xã Nam Tiến
- Xã Phúc Tân
- Xã Phúc Thuận
- Xã Tân Hương
- Xã Tân Phú
- Xã Thành Công
- Xã Thuận Thành
- Xã Tiên Phong
- Xã Trung Thành
- Xã Vạn Phái

### Huyện Phú Bình
- Thị trấn Hương Sơn
- Xã Bàn Đạt
- Xã Bảo Lý
- Xã Đào Xá
- Xã Điềm Thụy
- Xã Đồng Liên
- Xã Dương Thành
- Xã Hà Châu
- Xã Kha Sơn
- Xã Lương Phú
- Xã Nga My
- Xã Nhã Lộng
- Xã Tân Đức
- Xã Tân Hòa
- Xã Tân Khánh
- Xã Tân Kim
- Xã Tân Thành
- Xã Thanh Ninh
- Xã Thượng Đình
- Xã Xuân Phương
- Xã úc Kỳ

### Huyện Phú Lương
- Thị trấn Đu
- Thị trấn Giang Tiên
- Xã Cổ Lũng
- Xã Động Đạt
- Xã Hợp Thành
- Xã Ôn Lương
- Xã Phấn Mễ
- Xã Phú Đô
- Xã Phủ Lý
- Xã Sơn Cẩm
- Xã Tức Tranh
- Xã Vô Tranh
- Xã Yên Đổ
- Xã Yên Lạc
- Xã Yên Ninh
- Xã Yên Trạch

### Huyện Võ Nhai
- Thị trấn Đình Cả
- Xã Bình Long
- Xã Cúc Đường
- Xã Dân Tiến
- Xã La Hiên
- Xã Lâu Thượng
- Xã Liên Minh
- Xã Nghinh Tường
- Xã Phú Thượng
- Xã Phương Giao
- Xã Sảng Mộc
- Xã Thần Xa
- Xã Thượng Nung
- Xã Tràng Xá
- Xã Vũ Chấn